# Courtney Lindsey

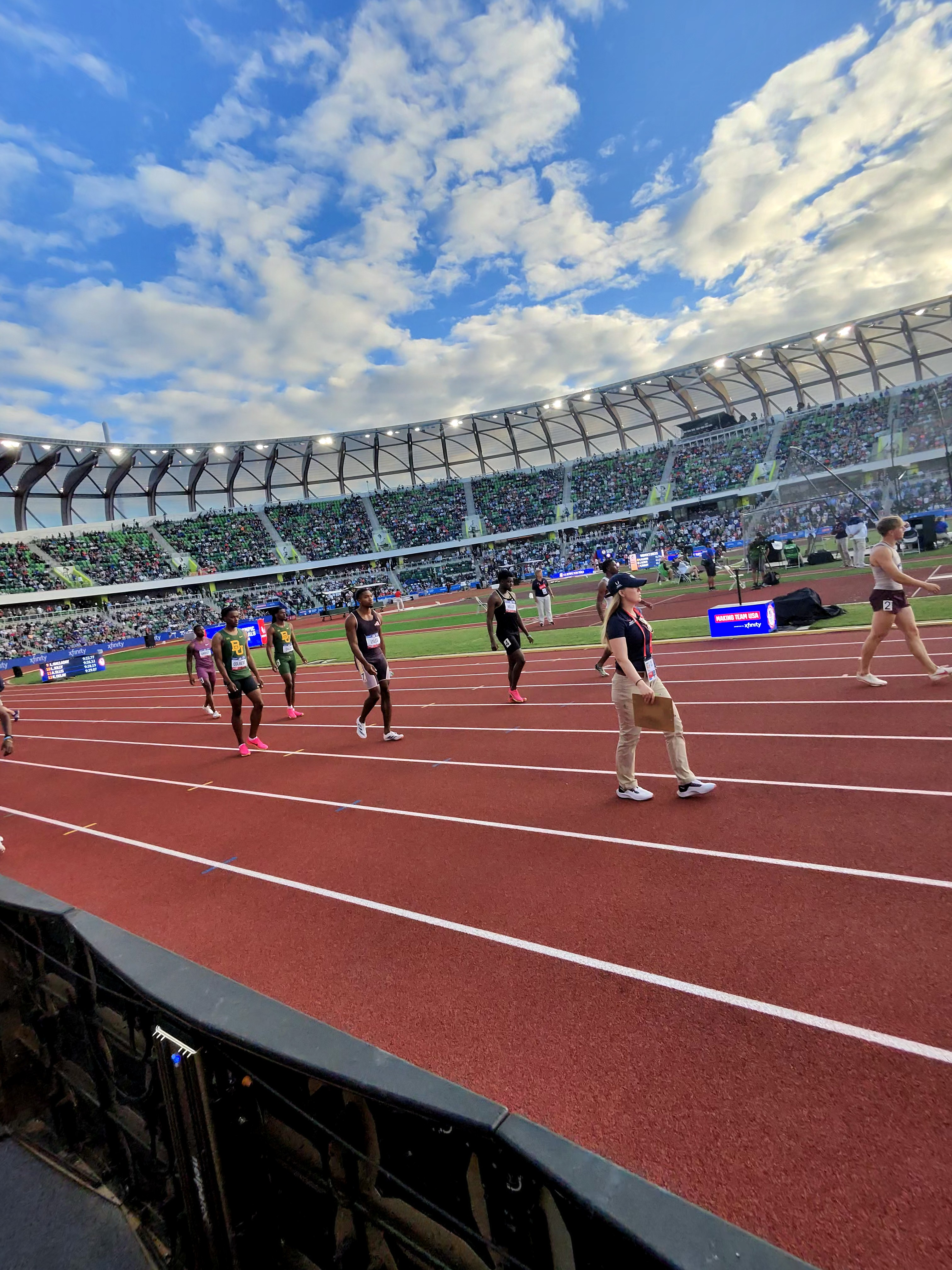
day 7 at the United Statew Olympic Trials

Courtney Lindsey, né le 18 novembre 1998 à Rock Island, est un athlète américain, spécialiste du sprint.

## Biographie
Le 9 juin 2023 à Austin lors des Championnats NCAA, il remporte l'épreuve du 100 m dans le temps de 9 s 89, nouveau record personnel. Troisième du 200 m des championnats des États-Unis 2023 en 19 s 85 derrière Erriyon Knighton et Kenneth Bednarek, il participe aux championnats du monde de Budapest et échoue aux portes de la finale en étant le premier éliminé des demi-finales (20 s 22).

## Palmarès
| Date | Compétition     | Lieu   | Résultat | Épreuve   | Temps   |
| ---- | --------------- | ------ | -------- | --------- | ------- |
| 2024 | Relais mondiaux | Nassau | 1er      | 4 × 100 m | 37 s 40 |

## Records
| Épreuve | Temps   | Lieu    | Date          |
| ------- | ------- | ------- | ------------- |
| 100 m   | 9 s 89  | Austin  | 9 juin 2023   |
| 200 m   | 19 s 71 | Nairobi | 20 avril 2024 |